# Мошану, Александр Константинович
Александр Константинович Мошану (рум. Alexandru Moșanu; 19 июля 1932, Браниште, Бэлцкий жудец, Румыния — 7 декабря 2017, Бухарест) — молдавский политик и учёный-историк. Первый Председатель Парламента Республики Молдова I созыва.

## Биография
Александр Мошану родился в селе Браниште Королевства Румынии (ныне Рышканский район, Республика Молдова). В 1990—1993 годах был первым председателем парламента Республики Молдова. Он также был одним из соавторов Декларации независимости Республики Молдова 1991 года.
Мошану является автором более 100 работ по истории Молдовы и Румынии. Его наиболее важным вкладом в качестве автора является исследование румынской историографии, опубликованное в Москве в 1988 году. В 1993 году стал почётным иностранным членом Румынской академии. С 2002 по 2005 год Мошану был почётным председателем Социал-либеральной партии. Был лидером Демократического форума румын в Молдове.
Мошану умер 7 декабря 2017 года в Бухаресте и был похоронен в Кишинёве.